# 梅村聡
梅村 聡（うめむら さとし、1975年2月13日 - ）は、日本の政治家、医師。衆議院議員（1期）。元参議院議員（2期）、厚生労働大臣政務官（野田第3次改造内閣）。

## 来歴

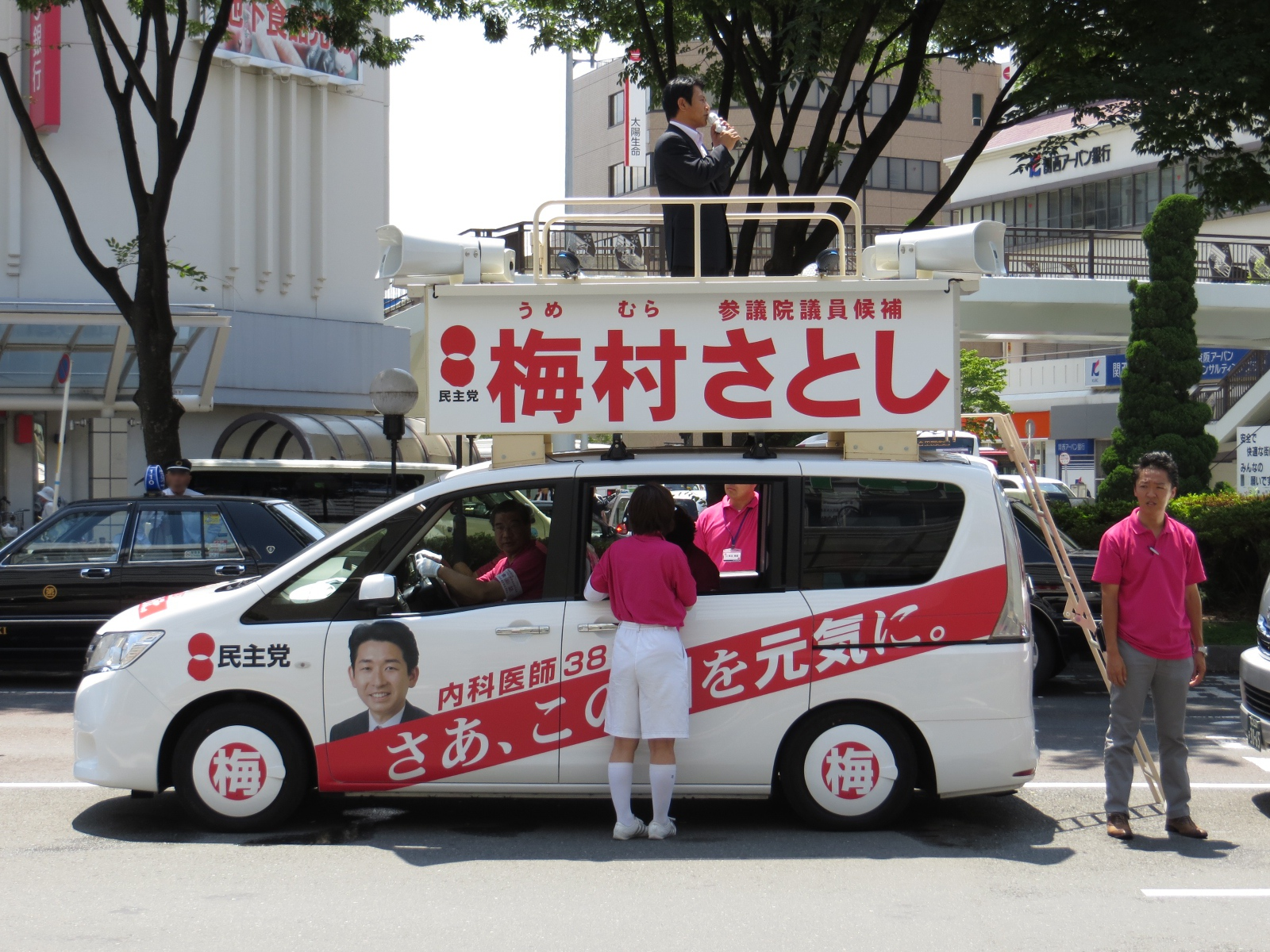
民主党時（2013年）

1975年2月13日、大阪府堺市で誕生。大阪市淀川区十三で育つ。十三幼稚園、大阪市立神津小学校、大阪教育大学附属池田中学校、大阪教育大学附属高等学校池田校舎、大阪大学医学部卒業。
2001年、医師免許を取得し、大阪大学医学部附属病院で勤務した。
2002年、箕面市立病院内科に転勤。
2004年、大阪大学大学院医学系研究科入学。日本内科学会認定内科医を取得。
2007年7月の第21回参議院議員通常選挙に民主党公認で大阪府選挙区から出馬し、1,281,502票を獲得して初当選した（この選挙で梅村が獲得した票数は、同選挙区で過去最多だった1998年の第18回参議院議員通常選挙で西川きよしが獲得した1,057,393票を上回り、最多となった）。
2012年10月、野田第3次改造内閣で厚生労働大臣政務官に就任。生活保護制度改革に取り組んだ。
2013年7月の第23回参議院議員通常選挙に民主党公認で大阪府選挙区から出馬するが、337,378票で次点となり、落選した。
2013年9月29日、民主党に離党届を提出した。
2015年、よどがわ内科クリニック理事長に就任。
2016年7月の第24回参議院議員通常選挙比例区におおさか維新の会公認で立候補し、3年ぶりの返り咲きを目指すが、落選。
同年12月13日、日本維新の会衆院兵庫1区支部長就任が発表された。
2017年9月30日には、第48回衆議院議員総選挙の日本維新の会第一次公認候補として名を連ねており、兵庫1区から出馬するも、落選。
2019年2月、同年7月に行われる第25回参議院議員通常選挙の比例区候補に内定。
同年7月21日の第25回参議院議員通常選挙にて、日本維新の会から比例区で出馬し、58,269票を獲得して党内3位で当選。6年ぶりに国政復帰を果たした。
2023年6月25日、日本維新の会は同年4月の第20回統一地方選挙での躍進を受け、これまで候補者を擁立せず事実上すみ分けていた大阪・兵庫の公明党現職のいる6選挙区で候補者を擁立すると発表。7月10日に行われた公認候補を選ぶ「予備選」の立候補予定者説明会では、大阪5区に梅村を含む3陣営（梅村、藤田暁大阪市議、民間人）が出席した。
2023年8月31日、党員による「予備選」が行われ、即日開票の結果、梅村が藤田を破って当選者となり、大阪5区の候補者に正式に決まった（梅村：369票、藤田：248票）。
2024年10月15日、第50回衆議院議員総選挙への立候補に伴い、参議院議員を自動失職した。同年10月27日、公明党前職の國重徹らを破り、大阪5区で初当選。

## 政治活動・国会質問
- 2011年3月11日に発生した東日本大震災において、福島県いわき市で被災した透析患者の県外転院が厚生労働省の許可が下りず遅れていたため、梅村の判断で千葉県や東京都の病院に約740人の透析患者を転院させた[18]。
- 2012年7月25日の参議院「社会保障と税の一体改革に関する特別委員会」において、医師法20条の誤った解釈が医療現場で広がっていると述べた。厚生労働副大臣の辻泰弘は、20条が21条と混同されるケースがあるとして、解釈通知を出すと答弁した[19]。厚生労働省は2012年8月31日、63年ぶりに医師法20条の解釈通知を出した[20]。
- 生活保護制度について、2012年2月6日の参議院予算委員会で「雇用政策、産業政策なども必要だが、（生活保護の）不正受給やモラルハザードの問題についてもきちんと取り組まなければ根本的な解決にはならない」と述べた[21]。
- 生活保護受給申請者の資産・収入調査について、2012年2月6日の参議院予算委員会で以下の提言を行った。「生活保護の受給申請があった場合、資産や収入を調査するのは生活保護法29条で定められているが、現実的には（居住自治体周辺の）金融機関の支店に個別紹介しているという状況だ。これを本店に一括照会して、きちっと口座を調べられるようにすべき。」[22] 厚生労働大臣の小宮山洋子は生活保護の不正受給防止に向け、申請者や扶養義務者の収入、資産を正確に把握できる金融機関の「本店一括照会方式」の導入に踏み切ると答弁した[23]。
- 終末期医療における尊厳死（平穏死）についての発言・執筆を行った。2013年2月20日の参議院予算委員会で、副総理の麻生太郎による「さっさと死ねるようにしてもらわないと」という発言をとりあげ、「言葉遣いはちょっと乱暴で不適切だったと思うが、（内容的には）全然問題にするものではない。むしろこの発言から終末期医療の在り方、どういう形で個人が自分の終末期を過ごす自己決定を実現していくのか、国民的議論を広げていくべきだ」と述べた[24]。さらに2013年2月20日参議院予算委員会の質疑の中で「人生の終末期の過ごし方について、個人の意思をきちんと反映するには、十分な国民的議論を行ったうえで、尊厳死（平穏死）の法制化が必要である」との見解を示した。その理由として、「日本は国民皆保険制度の国であり、延命をしてほしいという権利は十分に実現されている。『延命してください』と言えば一生懸命お医者さんもやってくれる。だけど、『私はそれを拒否します』という権利は今の日本では十分に担保をされていない。そのことも同時に担保しなければ、個人の尊厳ある終末期ということを過ごせることができない」と述べた[24]。

## 政策・主張

### 外交・安全保障
- 安倍政権の外交政策については「どちらかと言えば評価する」と回答[25]。
- 憲法改正については「どちらかといえば賛成」と回答。改憲が必要とする部分は「自衛隊の保持・集団的自衛権の保持・憲法裁判所の設置」としている[25]。
- 憲法解釈の見直しによる集団的自衛権の行使容認について、2013年のアンケートでは反対と回答していた[26]が、2017年のアンケートでは安全保障関連法案の成立について「評価する」と回答した[27]。
- 村山談話・河野談話の見直しに反対[26]。

### 経済
- 消費税の10%以上への増税について「どちらとも言えない」と回答[25][27]。

### 社会
- 2017年の朝日新聞によるアンケートにおいて、選択的夫婦別姓制度導入について、どちらかと言えば反対、としていた[27]が、2019年のアンケートでは、「どちらとも言えない」としている[25]。
- 女性天皇・女系天皇に反対[25]。
- 同性婚を法律で認めることに反対[25]。
- 民主党時代の2011年には、維新が推し進める大阪都構想について、「経済立て直しに府と大阪市という二つのエンジンを使うべきだ」として反対する姿勢を示していた[28]。

### 医療
- 維新の会は2024年3月5日、この時点では年齢や所得にあわせて1〜3割となっていた高齢者の医療負担を、一律3割にすべきだと提起した[29]。この案をまとめたのが、同党の「医療制度改革タスクフォース」であり、梅村はタスクフォース長を務めている。タスクフォース事務局長を務めた足立康史は、「私がドラフティングした医療改革ＴＦ中間取りまとめにサインしておきながら、そこから大事な財源論を削除した「医療維新」取りまとめを主導した」[30]「『窓口３割負担』を維新の看板政策にした張本人」は梅村であると述べている[31]。

## 人物
- 1歳半の時、台所で味噌汁をかぶって上半身に大火傷を負い、救急病院に運ばれて処置を受けた[32]。小学校に入る頃に親からその話を聞き、野口英世の伝記を読んでいたこともあって、野口の境遇を自身に重ねたことが、医師を志した一番の大きな理由である[32]。また、幼少期に小児ぜんそくを患い、幼稚園の時は1年の内の3分の1程を欠席して病院の世話になっていたことも、医師を志した理由であった[32]。
- 蘭学者の関寛斎は梅村の母方の5代前の祖先にあたる[32]。梅村は『蘭学医・関寛斎―平成に学ぶ医の魂』を著しているが、上記のできごともあわせて、「僕は小さいころから医者になるというモチベーションが周りに散りばめられていた」と語っている[32]。
- 阪大医学部の同期・同級生に産婦人科医の宋美玄がいる[33]。
- 趣味は水泳、登山、マラソン[2]。大学時代は水泳部に在籍していた。
- ホノルルマラソンを3時間59分35秒で完走[2]。
- 家族は妻と長女、長男[32]。
- 現在は大阪府池田市に在住[2]。
- 立憲民主党大阪府第５区総支部長の西川弘城は、「（「いのちの政治家」として知られる山本孝史の）後継者として私たちが全力を挙げて担いだのが、当時民主党大阪府連の政治スクールに来ていた内科医、現在の大阪５区の維新の候補者でした。しかし、彼は民主党の人気低迷後、いのちを軽んじる維新にアッサリと入党しました」と梅村を批判した[34]。

## 政治資金
- 日本維新の会は党規約で企業・団体献金の党や党支部の受け取りを禁止しているが、2023年夏の党内調査では梅村が政治団体を通じ、日本医師連盟等から受け取っていたことが判明。これを受け党は同年10月の常任役員会で、後援会などの関係団体を含め、献金受け取りの全面禁止を党規約に明記する方針を決めた[35]。令和3年度は合計400万円となっている[36]。

## 不祥事

### 公職選挙法違反
第24回参議院議員通常選挙において、選挙運動の見返りに金を払う約束をしたとして、梅村の後援会事務所職員2人が、公職選挙法違反容疑で大阪府警察に逮捕された。

### 「文書通信交通滞在費（現調査研究広報滞在費）」の私物化
日本維新の会の国会議員となった2019年7月から、2021年10月までの「文書通信交通滞在費」の使途報告書によると、総額2800万円のうち、その大半となる23,718,115円が、自身の資金管理団体「医療政策研究会」へ繰入（寄附）され、政治資金として私物化されていることが判明した。さらに、2年4カ月分の報告書には使途が記載されていなかった。

## 所属団体・議員連盟
- 医師国会議員の会
- 適切な医療を実現する医師国会議員連盟（幹事）
- 国会がん患者と家族の会（事務局長）
- 脳卒中対策推進議員連盟
- 腎臓疾患対策議員連盟
- 肝炎対策推進議員連盟（幹事長）
- こころの健康推進議員連盟（事務局長）
- ストップ結核パートナーシップ推進議員連盟（顧問）
- 幹細胞（iPS細胞、ES細胞等を含む）研究支援議員連盟（呼びかけ人）
- 行政書士制度推進議員連盟
- 税理士制度推進議員連盟
- 土地家屋調査士制度推進議員連盟
- 国民の安心の医療をめざす看護議員連盟（幹事長代理）
- 介護を考える議員連盟（副会長）
- 歯科医療議員連盟（副会長）
- 適切な医療費を考える議員連盟（事務局長）

## 書籍
- 『パンドラの箱を開けよう　勇気を出してこの国をチェンジ』エピック社 ISBN 978-4899851516
- 『蘭学医・関寛斎―平成に学ぶ医の魂』エピック社 ISBN 978-4899851639
- 『梅ちゃん先生国会奮闘記』エピック社 ISBN 978-4899851776

## 選挙歴
| 当落 | 選挙                     | 執行日         | 年齢 | 選挙区       | 政党         | 得票数      | 得票率 | 定数 | 得票順位 /候補者数 | 政党内比例順位 /政党当選者数 |
| ---- | ------------------------ | -------------- | ---- | ------------ | ------------ | ----------- | ------ | ---- | ------------------ | ---------------------------- |
| 当   | 第21回参議院議員通常選挙 | 2007年07月29日 | 32   | 大阪府選挙区 | 民主党       | 128万1502票 | 33.16% | 3    | 1/9                | /                            |
| 落   | 第23回参議院議員通常選挙 | 2013年07月21日 | 38   | 大阪府選挙区 | 民主党       | 33万7378票  | 9.20%  | 4    | 5/11               | /                            |
| 落   | 第24回参議院議員通常選挙 | 2016年07月10日 | 41   | 参議院比例区 | 日本維新の会 | 3万7570票   | ーー   | 48   | /                  | 6/4                          |
| 落   | 第48回衆議院議員総選挙   | 2017年10月22日 | 42   | 兵庫県第1区  | 日本維新の会 | 2万9660票   | 16.28% | 1    | 3/4                | 15/5                         |
| 当   | 第25回参議院議員通常選挙 | 2019年07月21日 | 44   | 参議院比例区 | 日本維新の会 | 5万8269票   | ーー   | 50   | /                  | 3/5                          |
| 当   | 第50回衆議院議員総選挙   | 2024年10月27日 | 49   | 大阪府第5区  | 日本維新の会 | 8万7100票   | 39.90% | 1    | 1/5                | /                            |